# Kentarō Nakata
Kentarō Nakata (japanisch 中田 健太郎 Tanaka Kentarō; * 13. Mai 1989 in der Präfektur Kumamoto) ist ein japanischer Fußballspieler.

## Karriere
Nakata erlernte das Fußballspielen in der Jugendmannschaft von Nagoya Grampus Eight. Seinen ersten Vertrag unterschrieb er 2008 bei Yokohama FC. Der Verein spielte in der zweithöchsten Liga des Landes, der J2 League. Für den Verein absolvierte er zwei Ligaspiele. Im September 2009 wurde er an den Matsumoto Yamaga FC ausgeliehen. 2010 kehrte er zu Yokohama FC zurück.